# Tour der australischen Rugby-Union-Nationalmannschaft nach Neuseeland und Fidschi 1972
| Tour der Wallabies nach Neuseeland und Fidschi 1972 | Tour der Wallabies nach Neuseeland und Fidschi 1972 | Tour der Wallabies nach Neuseeland und Fidschi 1972 | Tour der Wallabies nach Neuseeland und Fidschi 1972 | Tour der Wallabies nach Neuseeland und Fidschi 1972 |
| Übersicht                                           | S                                                   | G                                                   | U                                                   | N                                                   |
| --------------------------------------------------- | --------------------------------------------------- | --------------------------------------------------- | --------------------------------------------------- | --------------------------------------------------- |
| Test Matches                                        | 04                                                  | 1                                                   | 0                                                   | 3                                                   |
| Sonstige Spiele                                     | 10                                                  | 5                                                   | 1                                                   | 4                                                   |
| Gesamt                                              | 14                                                  | 6                                                   | 1                                                   | 7                                                   |
|                                                     |                                                     |                                                     |                                                     |                                                     |
| Neuseeland                                          | 03                                                  | 0                                                   | 0                                                   | 3                                                   |
| Fidschi                                             | 01                                                  | 1                                                   | 0                                                   | 0                                                   |

Die Tour der australischen Rugby-Union-Nationalmannschaft nach Neuseeland und Fidschi 1972 umfasste eine Reihe von Freundschaftsspielen der Wallabies, der Nationalmannschaft Australiens in der Sportart Rugby Union. Das Team reiste im August und September 1972 durch Neuseeland. Es bestritt zehn Spiele, darunter zwei Test Matches gegen die All Blacks. Beide gingen verloren, wodurch Neuseeland den Bledisloe Cup verteidigte. Zum Abschluss der Tour spielte Australien erstmals auswärts gegen die fidschianische Nationalmannschaft und setzte sich knapp durch. In den übrigen Spielen gegen Auswahlteams mussten die Australier vier weitere Niederlagen hinnehmen.

## Spielplan
- Hintergrundfarbe grün = Sieg
- Hintergrundfarbe gelb = Unentschieden
- Hintergrundfarbe rot = Niederlage

(Test Matches sind grau unterlegt; Ergebnisse aus der Sicht Australiens)
| #  | Datum              | Gegner                                        | Ort          | Stadion          | Ergebnis |
| -- | ------------------ | --------------------------------------------- | ------------ | ---------------- | -------- |
| 01 | 05. August 1972    | Otago Rugby Football Union                    | Dunedin      | Carisbrook       | 0:26     |
| 02 | 09. August 1972    | Buller & West Coast Rugby Football Union      | Westport     |                  | 10:15    |
| 03 | 12. August 1972    | Taranaki Rugby Football Union                 | New Plymouth |                  | 20:15    |
| 04 | 15. August 1972    | Bay of Plenty Rugby Union                     | Tauranga     |                  | 6:6      |
| 05 | 19. August 1972    | Neuseeland                                    | Dunedin      | Carisbrook       | 6:29     |
| 06 | 23. August 1972    | King Country Rugby Football Union             | Taumarunui   |                  | 13:6     |
| 07 | 26. August 1972    | Hawke’s Bay Rugby Union                       | Napier       | McLean Park      | 14:15    |
| 08 | 29. August 1972    | Nelson Bays Rugby Union                       | Nelson       |                  | 26:7     |
| 09 | 02. September 1972 | Neuseeland                                    | Christchurch | Lancaster Park   | 17:30    |
| 10 | 05. September 1972 | North Otago Rugby Football Union              | Oamaru       |                  | 37:12    |
| 11 | 09. September 1972 | Waikato Rugby Union                           | Hamilton     | Rugby Park       | 24:26    |
| 12 | 12. September 1972 | Poverty Bay & East Coast Rugby Football Union | Gisborne     |                  | 22:19    |
| 13 | 16. September 1972 | Neuseeland                                    | Wellington   | Athletic Park    | 3:38     |
| 14 | 19. September 1972 | Fidschi                                       | Suva         | National Stadium | 21:19    |

## Test Matches
| 19. August 1972 | Neuseeland                                                                                     | 29 : 6         | Australien              | Athletic Park, Wellington Zuschauer: 35.000 Schiedsrichter: Peter McDavitt (Neuseeland) |
| 19. August 1972 | Versuche: Dougan Going Sutherland P. Whiting Williams Erhöhungen: Morris (3) Dropgoals: Morris | (19:0) Bericht | Straftritte: McLean (2) | Athletic Park, Wellington Zuschauer: 35.000 Schiedsrichter: Peter McDavitt (Neuseeland) |

Aufstellungen:
- Neuseeland: John Dougan, Sid Going, Duncan Hales, Ian Kirkpatrick , Jeff Matheson, Trevor Morris, Tane Norton, Michael Parkinson, Bruce Robertson, Alistair Scown, Sam Strahan, Alan Sutherland, Graham Whiting, Peter Whiting, Bryan Williams
- Australien: Bruce Brown, Dave Burnet, John Cole, Gregory Davis , Russell Fairfax, Garrick Fay, Michael Freney, Tony Gelling, Gary Grey, David l’Estrange, Arthur McGill, Jeffrey McLean, Roy Prosser, Reginald Smith, Peter Sullivan 
 Auswechselspieler: Barry Stumbles

| 2. September 1972 | Neuseeland                                                                                              | 30 : 17        | Australien                                                         | Lancaster Park, Christchurch Zuschauer: 35.400 Schiedsrichter: John Pring (Neuseeland) |
| 2. September 1972 | Versuche: Kirkpatrick (2) Sutherland P. Whiting Williams Erhöhungen: Morris (2) Straftritte: Morris (2) | (24:4) Bericht | Versuche: Cole McLean (2) Erhöhungen: McLean Dropgoals: Richardson | Lancaster Park, Christchurch Zuschauer: 35.400 Schiedsrichter: John Pring (Neuseeland) |

Aufstellungen:
- Neuseeland: Sid Going, Duncan Hales, Lyndon Jaffray, Ian Kirkpatrick , Jeff Matheson, Trevor Morris, Tane Norton, Michael Parkinson, Alistair Scown, Graham Sims, Sam Strahan, Alan Sutherland, Graham Whiting, Peter Whiting, Bryan Williams
- Australien: Dave Burnet, Dick Cocks, John Cole, Gregory Davis , Garrick Fay, Michael Freney, Gary Grey, Jake Howard, David l’Estrange, Arthur McGill, Jeffrey McLean, Roy Prosser, Geoffrey Richardson, Barry Stumbles, Peter Sullivan 
 Auswechselspieler: Reginald Smith

| 16. September 1972 | Neuseeland                                                                                                   | 38 : 3         | Australien          | Eden Park, Auckland Zuschauer: 43.000 Schiedsrichter: Alan Taylor (Neuseeland) |
| 16. September 1972 | Versuche: Going Kirkpatrick Scown Sutherland Whiting Williams Erhöhungen: Morris (4) Straftritte: Morris (2) | (16:0) Bericht | Straftritte: McLean | Eden Park, Auckland Zuschauer: 43.000 Schiedsrichter: Alan Taylor (Neuseeland) |

Aufstellungen:
- Neuseeland: Bob Burgess, Sid Going, Duncan Hales, Ian Kirkpatrick , Jeff Matheson, Trevor Morris, Keith Murdoch, Tane Norton, Michael Parkinson, Bruce Robertson, Alistair Scown, Sam Strahan, Alan Sutherland, Peter Whiting, Bryan Williams
- Australien: Bruce Brown, Dave Burnet, Dick Cocks, John Cole, Gregory Davis , Garrick Fay, Michael Freney, Gary Grey, David l’Estrange, Arthur McGill, Jeffrey McLean, Roy Prosser, Geoffrey Richardson, Reginald Smith, Barry Stumbles

| 19. September 1972 | Fidschi                                                               | 19 : 21         | Australien                                                                 | National Stadium, Suva Zuschauer: 13.000 Schiedsrichter: J. Costello (Fidschi) |
| 19. September 1972 | Versuche: Varo (2) Erhöhungen: Batibasaga Straftritte: Batibasaga (3) | (10:10) Bericht | Versuche: Burnet Sullivan Thompson Erhöhungen: Thompson Dropgoals: Fairfax | National Stadium, Suva Zuschauer: 13.000 Schiedsrichter: J. Costello (Fidschi) |

Aufstellungen:
- Fidschi: Isimeli Batibasaga, Epi Bolawaqatabu , Wami Gavidi, Samu Naqelevuki, Aminiasi Naituyaga, Jona Qoro Narisia, Jope Naucabalavu, Rupeni Qaraniqio, Atonio Racika, Lario Raitilava, Nasivi Ravouvou, Jo Sovau, Pio Tikoisuva, Apenisa Tukairavua, Vuniani Varo
- Australien: Dave Burnet, Dick Cocks, John Cornes, Russell Fairfax, Tony Gelling, Jeffrey McLean, Roy Prosser, Geoffrey Richardson, Peter Rowles, Reginald Smith, Barry Stumbles, Peter Sullivan , John Taylor, Robert Thompson, Robert Wood 
 Auswechselspieler: Gary Grey